# Cyriaque Mayounga
Cyriaque Mayounga, né le 4 octobre 2000 à Lyon, est un footballeur international centrafricain, français et marocain.
Il évolue au poste de défenseur.

## Biographie

### En équipe nationale
Il reçoit sa première sélection en équipe de République centrafricaine le 14 novembre 2017, contre l'Algérie (défaite 3-0), en entrant à la 82e minute.